# Ion Duca
Ion Gheorghe Duca (Bucarest, 20 dicembre 1879 – Sinaia, 30 dicembre 1933) è stato un politico rumeno, ministro degli Esteri della Romania (1922 - 1926) e successivamente primo ministro dal 14 novembre al 30 dicembre 1933 quando venne assassinato a seguito del suo tentativo di reprimere il movimento fascista della Guardia di Ferro.